# Фукая
Фукая (яп. 深谷市 Фукая-си) — город в Японии, находящийся в префектуре Сайтама. Площадь города составляет 138,41 км², население — 142 635 человек (1 августа 2014), плотность населения — 1030,53 чел./км².

## Географическое положение
Город расположен на острове Хонсю в префектуре Сайтама региона Канто. С ним граничат города Кумагая, Хондзё, Исэсаки, Ота и посёлки Рандзан, Мисато, Йории.

## Население
Население города составляет 142 635 человек (1 августа 2014), а плотность — 1030,53 чел./км². Изменение численности населения с 1980 по 2005 годы:
| 1980 | 120 931 чел. |  |
| 1985 | 129 851 чел. |  |
| 1990 | 135 927 чел. |  |
| 1995 | 143 116 чел. |  |
| 2000 | 146 562 чел. |  |
| 2005 | 146 461 чел. |  |

## Города-побратимы
- Фримонт, США (1980)
- Минамиуонума, Япония (1989)
- Шуньи, Китай (1995)
- Фудзиэда, Япония
- Танохата, Япония (1997)